# Пеший туризм в Косове

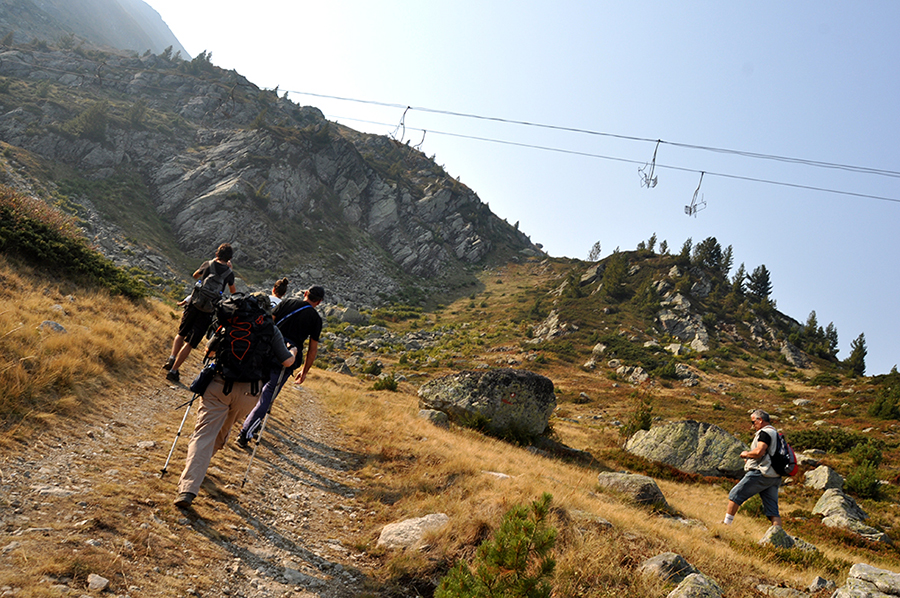
Пешие туристы в горах Брезовицы

Пеший туризм в Косово берёт своё начало с создания первой ассоциации пеших походов в 1928 году, и получил развитие с созданием различных ассоциаций по всей его территории, которая в то время являлась частью Югославии. После Косовской войны пеший туризм медленно возрождается, благодаря деятельности различных ассоциаций, работающих не только над организацией походов, но и занимающихся информированием широкой общественности о своей деятельности через социальные сети.
Непосредственно история развития пешего туризма в Косово началась примерно в 1930 году, когда группа друзей поднялась на гору Джяравица в окрестностях Печа. Несмотря на последующий рост интереса к восхождению на горные вершины, из-за того что многие горы находились вблизи пограничных районов, людям требовались специальные разрешения из-за проблем, связанных с политикой. По этой причине пеший туризм смог получить своё развитие только после войны, особенно в 2003-2005 годах. Подавляющее большинство территории Косово является гористой, что способствует популяризации этого вида отдыха.
Центральные горы Косово не представляют особой трудности для восхождения на них, обладая хорошими пешеходными тропами, их высота составляет 800-1200 метров. Река Мируша делит эти горы на две группы. Первая из них расположена в юго-западной части центральных гор и включает в себя следующие вершины: горы Милановик, Гайрак, Затрик, Байрак и Гремник. Ко второй группе относятся горы Црнолева, Голеши, Бериша, Космаки, Дреница, Кикавица. Окружающие их горы, к которым относятся горы восточного хребта Албанских Альп, Хаси, пик Паштрику, Шар-Планина, Кортник и другие, расположены недалеко от пограничных районов. Они сложнее для пеших прогулок из-за их крутых троп и требуют большого опыта и ловкости.

## Зоны пешего туризма

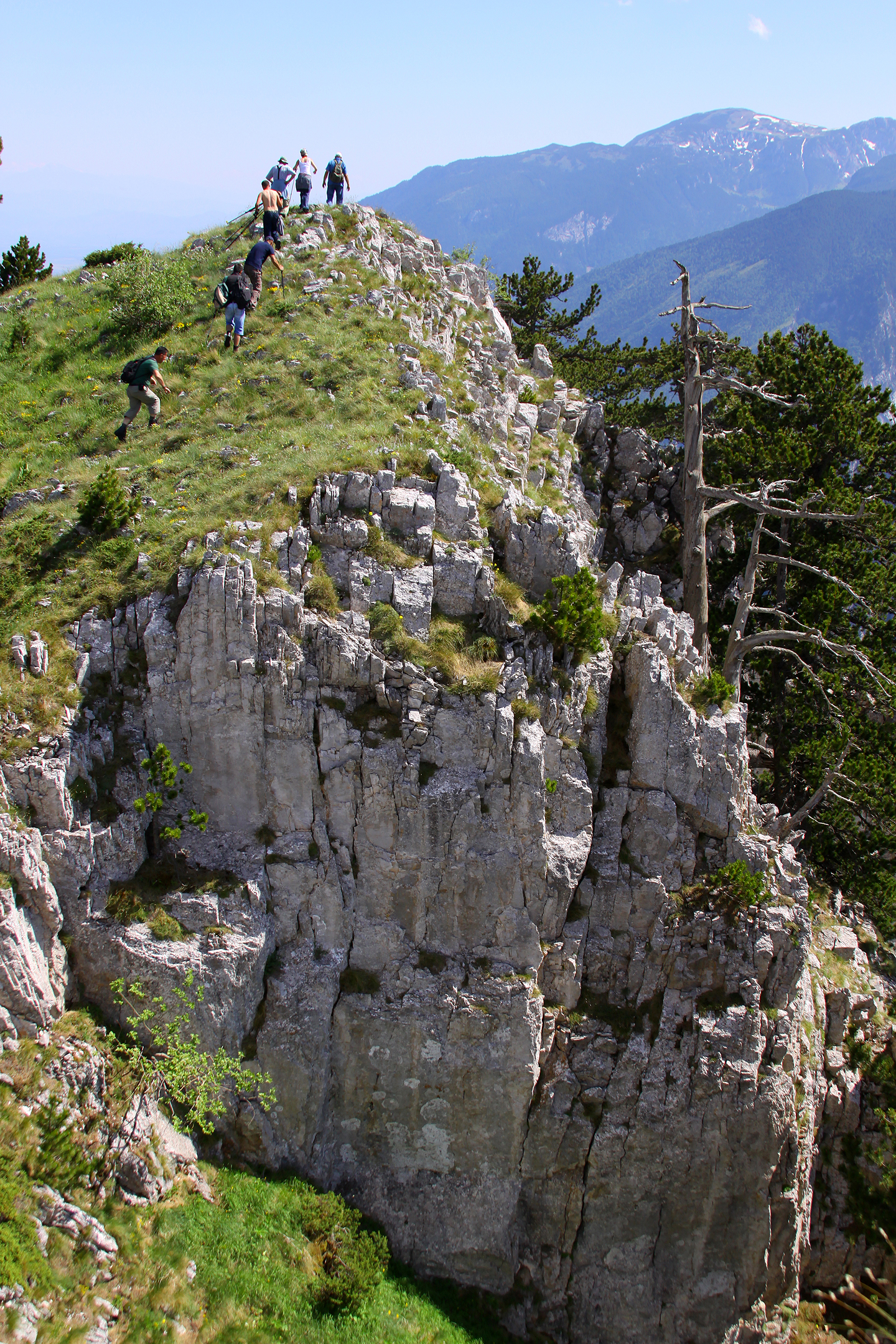
Пик Хасани

Популярными среди пеших туристов являются зоны, обладающие несколько сложным набором маршрутов, а также близки к таким городам, как Призрен и Печ. Среди изобилия горных маршрутов в Косово к наиболее привлекательным с точки зрения туристов относятся маршруты в таких местах, как ущелье Шар, горы в каньоне Ругова, а также ущелье Исток. Ко многим из этих мест можно добраться на легковой машине, но к некоторых горам - только на внедорожнике.

### Маршруты пешего туризма
Ниже приведён список некоторых из лучших и наиболее безопасных пешеходных маршрутов, составленный несколькими местными и национальными туристическими клубами.
| Название   | Длина    | Регион    | Сложность |
| ---------- | -------- | --------- | --------- |
| Гури-и-Кук | 15,8 км  | Печ       | Средняя   |
| Брезовица  | 34 км    | Феризай   | Трудная   |
| Дренай     | 3,7 км   | Печ       | Лёгкая    |
| Хайла      | 10,47 км | Печ       | Средняя   |
| Джяравица  | 20,64 км | Печ       | Средняя   |
| Шаторица   | 42,47 км | Leposaviq | Средняя   |

## Сезоны

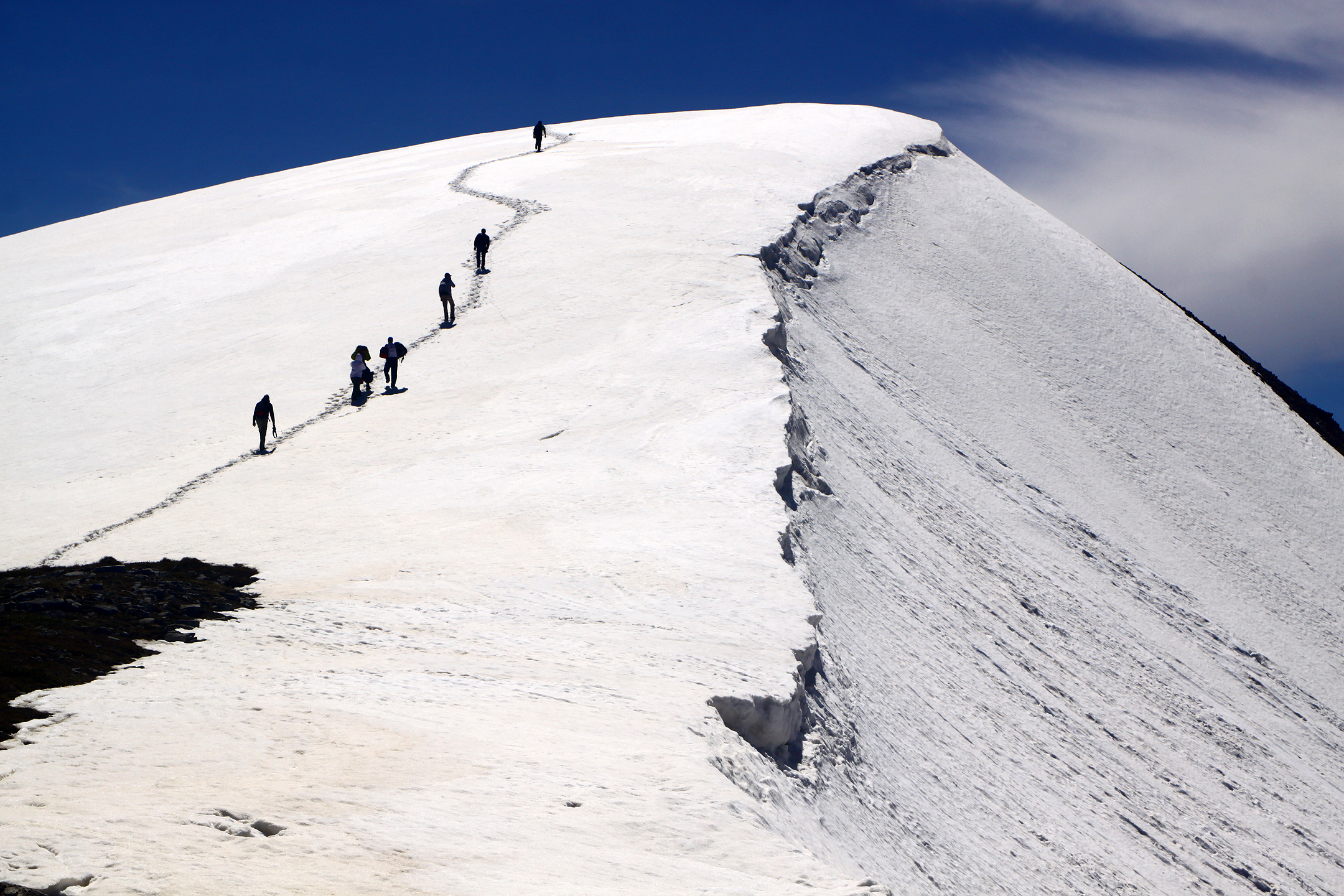
Подъём на пик Кортник (2395 м)

Период с апреля по декабрь считается наиболее подходящим временем для пешего туризма В Косове, так как в холодные зимние месяцы горы занимают лыжники. Во время же коротких лыжных сезонов, вызванных малым количеством выпавшего снега, и в связи с растущей популярности пеших походов, многие туристы проявляют свою активность и зимой. Горы в Косово покрыты снегом с ноября по апрель. Горами, наиболее подходящими для пеших прогулок в жаркую погоду являются Джяравица, горы Хаси, части горных хребтов Шар-Планина, Галак, Копаоник, Рогозна и другие. В холодные зимние месяцы предпочтительнее выглядят горы, которые находятся ниже по высоте и менее крутые: Превале, Пашалоре, Паштрику, Брезовица, Брод и Кортник.